# Апостольські отці
Апо́стольські отці́ (лат. Patres Apostolici) — перші християнські автори, лідери християнської церкви (друга половина 1 століття — перша половина 2 століття), хоча їх твори не потрапили в Новий завіт. Апостольські отці з'єднують апостольський період історії Церкви з наступними її періодами.

## Представники
- Невідомий автор «Учення дванадцяти апотостолів» (Дідахе, бл. 90)
- Святий Климент († 97 чи 99) — учень апостола Петра, четвертий папа римський, апостол від сімдесяти;
- Святий Ігнатій Богоносець († 107, Рим) — учень апостола Івана Богослова, єпископ Антіохії;
- Святий Папій ( † 110÷120) — учень Івана Богослова, єпископ м. Єраполіс (Гієраполіс) в Анатолії (центральна Туреччина);
- Святий Полікарп(† 156) — учень Івана Богослова, майже сорок років був єпископом Смирнським.
- Кодрат Атенський.
- Невідомий автор (псевдо-Варнава) «Послання Варнави» (2 століття)